# Ceylonkuckuck
Der Ceylonkuckuck (Centropus chlororhynchos) ist ein Vogel aus der Gattung der Spornkuckucke (Centropus).
Der Vogel ist endemisch in Sri Lanka.
Der Lebensraum umfasst feuchten immergrünen Wald mit dichtem Unterwuchs, besonders Bambus und Rattan bis 800 m Höhe.
Der Artzusatz kommt von altgriechisch χλωρός chlōrós, deutsch ‚gelb, hellgrün‘ und altgriechisch ῥύγχος rhynchos, deutsch ‚Schnabel‘.

## Merkmale
Der Vogel ist 43 bis 46 cm groß, mattschwarz auf Kopf, Körperstamm und Schwanz, Nacken und Schwanz haben einen violetten Schimmer, die Flügel sind kastanienbraun, aber dunkler als der im gleichen Lebensraum auftretende Heckenkuckuck (Centropus sinensis). Die Iris ist rot bis rötlich-braun, der Schnabel elfenbeinfarben bis blass grün, die Füße sind schwarz. Weibchen sind größer. Jungvögel unterscheiden sich durch graue Iris, eine dunkle Schnabelbasis und grau bis rosafarbene Füße.
Die Art ist monotypisch.

## Stimme
Der Ruf wird als hallendes tiefes „hoop-poop-poop“ beschrieben mit tieferem letzten Laut, auch als kurzes „hu, hu“ und einfaches „chewkk“.

## Lebensweise
Die Art ist Allesfresser, nimmt auch Termiten zu sich. Die Nahrung wird am Boden, in Bäumen und Kriechpflanzen gesucht.
Die Brutzeit liegt zwischen Mai und Juli. Das Nest wird aus Zweigen, Wurzeln und Gras gebaut, meist in Erdbodennähe. Das Gelege besteht aus 2 bis 3 kalkweißen Eiern.

## Gefährdungssituation
Der Bestand gilt als gefährdet (Vulnerable) aufgrund von Habitatverlust.